# Calyptocarpus
Calyptocarpus là một chi thực vật có hoa trong họ Cúc (Asteraceae).

## Loài
Chi Calyptocarpus gồm các loài: